# Pandèmia de COVID-19 a Catalunya
L'arribada de la pandèmia de COVID-19 a Catalunya es va detectar el 25 de febrer de 2020, amb el cas d'una dona italiana de 36 anys resident a Barcelona, que havia tornat recentment del nord d'Itàlia, on la malaltia de COVID-19 començava ja a fer molts estralls. A finals del 2021 encara és una pandèmia activa amb múltiples variants i es mantenen moltes de les mesures de seguretat adoptades el 2020.
El 6 de març es confirmà l'existència d'una primera víctima mortal de la pandèmia, una dona de 87 anys amb patologia prèvia, a Catalunya. A partir del dia 12, la Conca d'Òdena, i més particularment Igualada, es trobà impactada molt durament per l'epidèmia.
L'endemà, arran de l'expansió ràpida del virus a tot l'Estat Espanyol i més marcadament a Madrid, el president de la Generalitat Quim Torra demanà al govern espanyol el confinament de Catalunya per a frenar la propagació de la malaltia, i va promulgar el decret de confinament de Catalunya.
El 17 del mateix mes, confrontat a la negativa del president del govern espanyol Pedro Sánchez de posar en confinament qualsevol part de l'estat, el president Torra, un dia després de tenir notícia de la seva pròpia infecció per coronavirus, va reiterar per carta la seva demanda al govern espanyol i declarà arran d'acusacions que li feren: «M'importa un rave les fronteres i les banderes, m'importen la salut i la vida de les persones».
El 2 de maig, es va iniciar el pla de «desescalada asimètrica» a tot l'Estat espanyol, que, en una primera fase, permetia la sortida als carrers de tota la població, a fer exercici físic de forma individual, passejar amb el convivent i amb els nens, o amb el gos, en diferents horaris.
L'octubre de 2020, el Govern de la Generalitat certificà l'inici de la segona onada de COVID, amb noves restriccions, com la limitació de l'entrada i sortida de persones de Catalunya. Les millores de les dades van permetre relaxar aquestes restriccions. Per als dies assenyalats com Nit de Nadal, Nadal, Sant Esteve i Cap d'Any es van permetre les trobades d’un màxim deu persones de dues bombolles de convivència. El tozinameran, la primera vacuna, produïda per Pfizer-BioNTech es va començar a administrar a Catalunya el diumenge 27 de desembre de 2020.
Però els casos d'infeccions seguien creixent desmesuradament i el gener de 2021 Catalunya ja es trobava de ple en la tercera onada, fet que obligà el Govern a endurir les restriccions un cop més. Malgrat que el Govern demanà de posposar les Eleccions al Parlament de Catalunya al maig, el TSJC rebutjar-ne l'ajornament i se celebraren el 14 de febrer. Per Setmana Santa s'entrava de ple en la quarta onada, menys dura que les anteriors gràcies a les restriccions i al bon ritme de vaccinació. El 9 de maig es va aixecar l'estat d'alarma a l'estat espanyol, i amb ell, el toc de queda nocturn. A principis de juliol la cinquena onada s'estenia per Catalunya, majoritàriament amb la nova variant Delta, afectant sobretot les persones joves i les no vacunades. A finals de novembre, amb gairebé el 75% de la població vaccinada, la nova variant Òmicron va fer pujar de cop, altra vegada, el nombre de casos, i va començar la sisena onada, fins almenys el gener del 2022. Davant de la gravetat de la situació, el Govern de la Generalitat, presidit per Pere Aragonès, va anunciar noves restriccions, com el tancament de l'oci nocturn i el toc de queda d'1 a 6 de la matinada, mesures que van entrar en vigor la nit del 23 al 24 de desembre del 2021, i que van afecta, un any més, dies assenyalats com Nit de Nadal, Nadal, Sant Esteve i Cap d'Any.
A 25 de maig de 2022, Catalunya comptava amb 2.521.242 de casos acumulats de persones infectades i 27.386 defuncions.
El 5 de maig del 2023, l'OMS va decretar la fi de l'emergència sanitària internacional provocada per la pandèmia, després de més de 3 anys, 20 milions de morts i 765 milions de persones infectades. Tanmateix, la darrera setmana d'abril encara havia comunicat 360.000 casos i 3.500 morts, quan al gener encara superaven els 1,3 milions i 14.000 víctimes, quan un grup d'experts de l'OMS encara havia considerat que la Covid-19 seguia sent una amenaça global.

## Cronologia

### 2020

#### Febrer

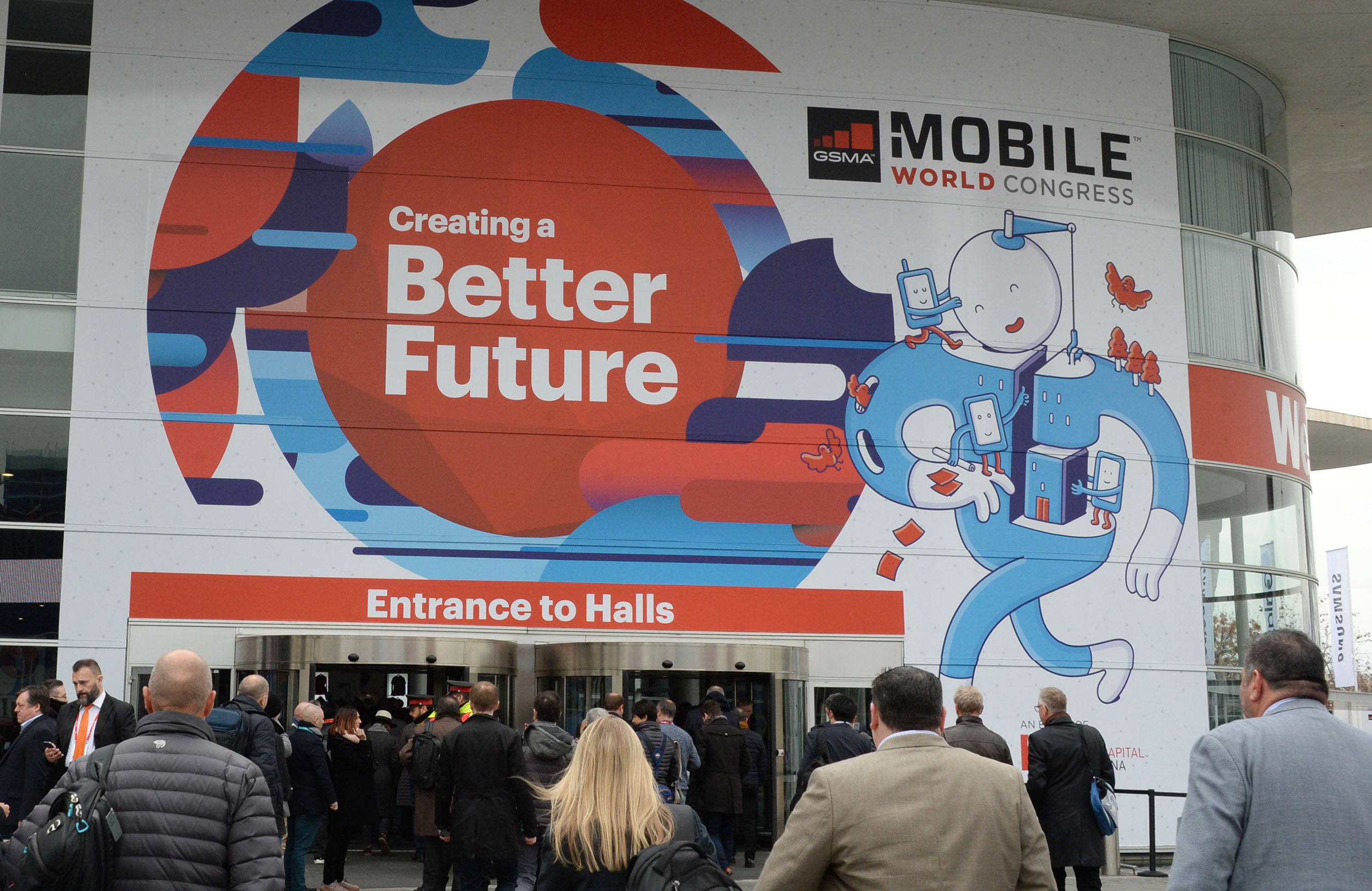
Cartell del Mobile World Congress a Barcelona el 2018

El 12 de febrer del 2020, arran de l'expansió ràpida de la pandèmia de coronavirus, els organitzadors del Mobile World Congress, que havia de tenir lloc entre el 24 i el 27 de febrer a Barcelona, van anul·lar l'esdeveniment.
L'endemà, moria a València un home que havia tornat d'un viatge a Nepal, a conseqüència d'una pneumònia greu. Es determinà posteriorment que havia estat la primera víctima mortal de la pandèmia a Europa.
El primer cas confirmat de COVID-19 al Principat es feu públic el 25 de febrer. S'anuncià durant una conferència de premsa de dos representants del Departament de Salut, el secretari de Salut Pública de la Generalitat, Joan Guix i la gerent de processos integrals, Assumpta Ricard. Guix informà aleshores que la primera persona infectada del país era una dona italiana de 36 anys resident a Barcelona que havia viatjat recentment (entre el 12 i el 22 de febrer) al nord d'Itàlia. Després de tornar a la capital catalana, va començar a sentir diversos símptomes de la malaltia. S'afegí que ja havia passat una primera prova i que després d'algunes hores n'havia de fer una segona.
Com a mesura preventiva s'havia aïllat inicialment un grup de 25 persones que havien estat en contacte amb la primera pacient i la xifra de persones en quarantena pujà després a 33, segons revelà el secretari de Salut el 26 de febrer. Aquell mateix dia es va informar que s'havia confirmat un segon cas de persona infectada, Nil Monró, un estudiant de 22 anys que havia participat a la Fashion Week a Milà. Uns quants dies després, el jove decidí de compartir la seva experiència de convalescent a Twitter i Instagram per a assabentar els seus seguidors sobre el coronavirus i les conseqüències de la malaltia.

#### Març

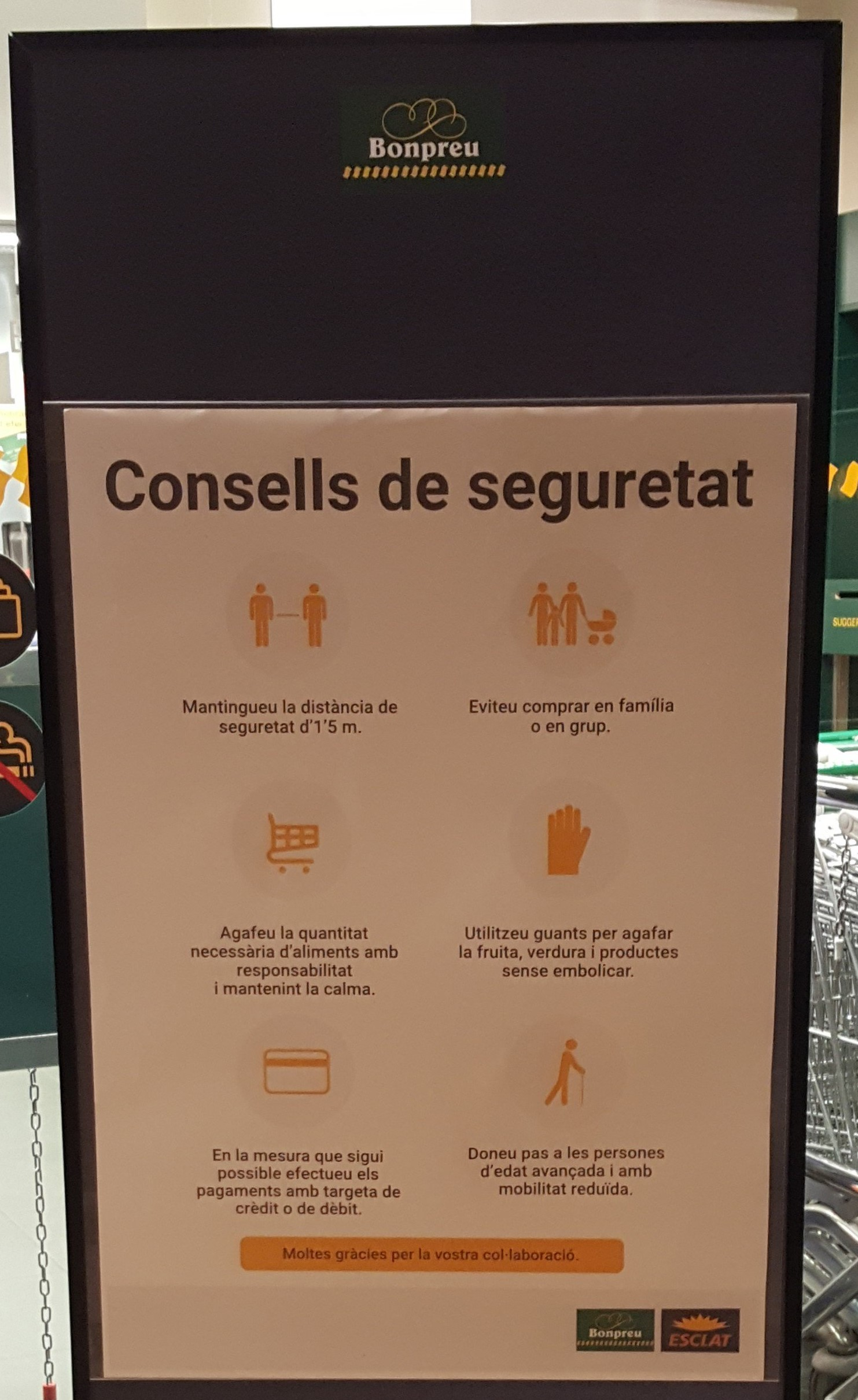
Consells de seguretat a un supermercat Bonpreu

El 2 de març, la propagació de la malaltia es confirmava a Andorra. El govern del país informà aleshores del primer cas de coronavirus, un jove de 20 anys que provenia de Milà.
El 6 de març s'anuncià la primera víctima mortal de COVID-19 a Catalunya. Es tractava d'una dona de 87 anys que patia el dia anterior d'insuficiència respiratòria greu, concretament una pneumònia. A conseqüència d'un resultat positiu a la prova de la infecció va ser admesa a l'Hospital Germans Trias i Pujol. Amb tot, la pacient no va sobreviure i finà a primera hora de la tarda.
L'epidèmia de COVID-19 que s'estenia per Catalunya va tenir un impacte més important i greu a la Conca d'Òdena. Així, a partir del 12 de març la situació mèdica es feu molt tensa a l'hospital d'Igualada. Aquella mateixa mitjanit, el Govern de la Generalitat de Catalunya es veié obligat a confinar els municipis d'Igualada, Vilanova del Camí, Òdena i Santa Margarida de Montbui.
El mateix dia, l'epidemiòleg català Oriol Mitjà estimava que només s'havia diagnosticat un 20% dels infectats a Catalunya, tot insistint sobre la necessitat de mesures més dràstiques i de fer proves a tota la població. Alertava aleshores que l'índex de transmissió hi era de 2,6 mentre que durant el mateix període se situava a 1,7 a Itàlia.
El 14 de març de 2020 el Govern d'Espanya declara l'estat d'alarma en tot el territori espanyol per afrontar la situació d'emergència sanitària provocada per la COVID-19.
A partir de mitjans de març, es va saber que la malaltia s'havia escampat entre membres del Govern. El dia 16, el president Quim Torra informà la premsa des de la Casa dels Canonges dels seus resultats positius a la prova de la COVID-19, mentre que el dia anterior fou el vicepresident del govern, Pere Aragonès, qui havia anunciat, mitjançant el seu compte Twitter, que també s'havia contagiat.
El 26 de març, el Conselh Generau d'Aran informava de la primera víctima mortal a la vall occitana, una persona gran de 90 anys amb patologia prèvia.
El dia 28, el Departament de Salut de la Generalitat va posar en funcionament un mapa interactiu de Catalunya per a que tothom pugui esbrinar la distribució geogràfica dels casos de COVID-19. S'hi podien distingir aleshores sis focus importants de brot de malaltia, entre els quals es destacaven el de la Conca d'Òdena, la Conca del Llobregat, Barcelona i la seva àrea metropolitana, i Vic.

#### Abril
El 4 d'abril, el batlle d'Igualada, Marc Castells, rebutjà les dades del Departament de Salut declarant que, en lloc de cap víctima mortal com s'havia anunciat, havien mort 11 persones a la conca el dia anterior. L'endemà, l'alcaldessa de Vic, Anna Erra, informà a mitja tarda mitjançant el seu compte Twitter que tenia la COVID-19.
El 8 d'abril, el conseller de Treball, Afers Socials i Famílies de la Generalitat, Chakir El Homrani, anuncià que el Departament de Salut assumiria la gestió única de totes les residències de persones grans de Catalunya, que fins llavors gestionava Afers Socials.
El 15 d'abril, la consella del Departament de Salut Alba Vergés va anunciar el nou sistema de recompte de defuncions, que fins llavors només tenia en compte les víctimes per COVID-19 als hospitals catalans, i que a partir del dia 15 també tindria en compte les de les residències de gent gran i de domicilis d'arreu de Catalunya.
A partir del diumenge 26 d'abril, el Govern d'Espanya permeté la sortida als carrers de nens i nenes menors de 14 anys, acompanyats per un adult, un màxim d'una hora al dia i acompanyats per un adult. A Catalunya, gairebé un milió d'infants pogueren sortir, després de 43 dies de confinament. Les aglomeracions que tingueren lloc el primer dia foren criticades a les xarxes socials. Dos dies després, Catalunya ja superava els 10.000 morts per coronavirus.

#### Maig
El dissabte, 2 de maig, el Govern d'Espanya permeté la sortida als carrers de tota la població, a fer exercici físic de forma individual, passejar amb el convivent i amb els nens, o amb el gos, en diferents horaris, amb l'inici del pla de desescalada progressiva a tot l'Estat.
El secretari de Salut Pública del Departament de Salut, Joan Guix i Oliver, anuncia que deixa el seu càrrec al juny al·legant motius de salut.
Juny
El Govern d'Espanya prorrogà l'estat d'alarma fins a les 00:00 hores del dia 21 de juny de 2020.

#### Juliol
Arran del fort creixement de nombre de positius i per les recomanacions del Procicat el Govern de la Generalitat de Catalunya des del 4 de juliol al migdia decideix confinar perimetralment la comarca del Segrià, permetent-se només la mobilitat per motius laborals i el trànsit de passada per autovies i autopistes. El dia 15 de juliol a mitjanit entra en vigor l'enduriment de les mesures de confinament a Lleida i altres municipis del Baix Segrià (Alcarràs, Aitona, la Granja d'Escarp, Massalcoreig, Seròs, Soses i Torres del Segre). El 5 de juliol seria l'únic dia sense morts fins al 27 de maig de 2021 des que la pandèmia va arrencar.
Es fa públic el divendres 17 de juliol que a partir del 18 de juliol i almenys durant un període de 15 dies s'apliquen noves restriccions i es recomana la reducció de la mobilitat a diferents municipis de l'àrea metropolitana de Barcelona, en concret: Barcelona, Viladecans, el Prat de Llobregat, Sant Joan Despí, Sant Boi de Llobregat, Cornellà, Sant Just Desvern, Esplugues de Llobregat, l'Hospitalet de Llobregat, Montcada i Reixac, Santa Coloma de Gramenet, Sant Adrià de Besòs i Badalona. Les mateixes mesures s'apliquen l'endemà també a Sant Feliu de Llobregat.
Aquestes mesures ja s'estaven aplicant a tres barris de l'Hospitalet de Llobregat (La Florida, Collblanc i la Torrassa) des del dia 15 de juliol.
El mateix 18 de juliol es confirma que Josep Maria Argimon ocuparà la plaça de secretari de Salut Pública després de dos mesos de vacant del càrrec.
El 19 de juliol a les 12 del migdia s'acaba el confinament perimetral del Segrià.

#### Octubre
Davant de l'augment de casos, el 15 d'octubre les universitats catalanes van abandonar les classes presencials per tornar a l'educació en línea. El 16 d'octubre va entrar en vigor el tancament de tots els bars i restaurants de Catalunya, la prohibició de reunió de més de sis persones; la suspensió de l'activitat presencial a les universitats i la limitació a l'aforament de les activitats de culte, inicialment per 15 dies per intentar combatre la transmissió, i a partir de 30 d'octubre es va prorrogar les mesures anteriors i es va imposar la limitació de l'entrada i sortida de persones de Catalunya, i la limitació de l'entrada i sortida de persones de cada terme municipal des de les 06.00 hores de divendres fins a les 06.00 hores de dilluns. L'activitat comercial queda restringida al 30% als establiments de menys de 800 metres quadrats.

#### Novembre
El 23 de novembre es va permetre l'obertura de bars i restaurants de les 6 a 21.30 h amb un màxim de quatre persones per taula, amb ocupació plena de terrasses i 30% a l'interior amb bona ventilació, també es permeten les activitats esportives no competitives organitzades pels centres escolars sense límit d’alumnes, i les organitzades per les federacions esportives, les instal·lacions i equipaments esportius a l’aire lliure amb un màxim del 50 % i control d’accés. Els gimnasos poden obrir amb cita prèvia i aforament màxim del 30 %. Es reprenen les activitats culturals al 50 % amb un màxim de 500 persones. El 26 de novembre, després d'una campanya de recollida de signatures per la candidatura d'estudiants Fem-la Pública a la Universitat de Barcelona amb el suport d'altres grups, l'Autoritat del Transport Metropolità de l'Àrea de Barcelona comença a oferir ampliacions extraordinàries de la durada de la T-Jove en compensació per la clausura de les classes universitàries presencials.

#### Desembre
Les millores de les dades van permetre relaxar el confinament municipal, que passà a ser comarcal a partir del 14 de desembre, i els centres comercials van poder reobrir amb un aforament del 30%. La gravetat de la situació epidemiològica al Ripollès i la Cerdanya, amb un risc de rebrot de 1.858 i 4.081 punts respectivament va empènyer al govern a decretar el confinament perimetral de les dues comarques el 22 de desembre. Per als dies assenyalats: Nit de Nadal, Nadal, Sant Esteve i Cap d'Any es van permetre les trobades d’un màxim deu persones de dues bombolles de convivència. El tozinameran, la primera vacuna, produïda per Pfizer-BioNTech es va començar a administrar a Catalunya el diumenge 27 de desembre.

### 2021

#### Gener
Per Any Nou i el dia de Reis es van permetre les trobades d’un màxim deu persones de dues bombolles de convivència, i després de l'alleujament de les mesures en desembre que va provocar un augment molt important de casos, es va tornar a decretar el confinament municipal i el tancament dels centres comercials i comerços de més de 400 metres quadrats de dilluns a divendres, i el cap de setmana de tots els establiments no essencials. En 7 de gener es va detectar el primer malalt de la variant britànica del Covid, més contagiosa.
Perquè el procés electoral de les Eleccions al Parlament de Catalunya de 2021 no coincidís els moments més difícils de la tercera onada i ningú hagi de renunciar al dret a vot per evitar el contagi, el 15 de gener, el vicepresident Pere Aragonès va signar el decret que deixa sense efecte la convocatòria del 14 de febrer i es convoquen per al 30 de maig. El 29 de gener, l'Agència Europea de Medicaments va autoritzar l'ús del vaccí d'AstraZeneca.

#### Febrer
Després d'haver-se enllestit la vaccinació dels residents i personal de les residències geriàtriques i personal sanitari, a principis de febrer es va començar a administrar als cossos de seguretat i personal d'emergències, farmacèutics, fisioterapeutes i de primera línia. El 10 de febrer es van assolir els 20.000 morts des de l'inici de la pandèmia. El TSJC rebutja l'ajornament de les Eleccions al Parlament de Catalunya de 2021 i finalment tenen lloc el 14 de febrer.

#### Març
Després d'haver aturat uns dies la vaccinació amb AstraZeneca per les sospites de relació amb 25 casos de trombosi cerebral, aquesta es va descartar i es reprèn el seu ús el 24 de març. En 11 de març l'Agència del Medicament Europea va autoritzar la vacuna de Janssen contra la Covid, la primera d'una sola dosi, i que també es produirà a Catalunya, als laboratoris Reig Jofre. En 20 de març ja s'havia administrat un milió de dosis, de les quals aproximadament un terç havien rebut les dues dosis. El 27 de març Love of Lesbian van fer la primera actuació multitudinària a tot Europa des de l'inici de la pandèmia al Palau Sant Jordi amb assistència de 5.000 persones, i que va servir pet fer un estudi clínic no que va demostrar que no va tenir impacte de transmissió.

#### Abril
El 4 d'abril s'anuncia que s'ha arribat al milió de persones vaccinades amb almenys la primera dosi. El 16 d'abril ja s'havia administrat dos milions de dosis.

#### Maig
El 7 de maig s'anuncia que s'ha arribat al milió de persones vaccinades amb la pauta completa, i als tres milions de dosi injectades. El 9 de maig es va aixecar l'estat d'alarma a l'estat espanyol, i amb ell, el toc de queda nocturn. El 27 de maig es va informar que s'havia arribat als quatre milions de persones amb almenys la primera dosi del vaccí, i des del 5 de juliol de 2020, el mateix 27 fou el primer dia en què no hi va haver cap defunció a Catalunya per covid. El 5 de juliol de 2020 havia estat l'únic dia sense cap defunció des que va començar la pandèmia.

#### Juny
El 6 de juny s'anuncia que s'ha arribat als 3 milions de vaccinats contra el covid-19 amb almenys una dosi, i el 9 de juny, l'índex de rebrot baixa de 100 per primer cop en deu mesos. En 25 de juny, més de la meitat dels catalans ja havien ha rebut la primera dosi i gairebé un terç havien completat la pauta de vacunació, i a partir del 26 de juny va deixar de ser obligatòria en exteriors sempre que es pugui mantenir una distància de seguretat d'1,5 metres.

#### Juliol
Entre finals de juny i principis de juliol es van autoritzar i realitzar el Vida Festival, Canet Rock i el Cruïlla, que van resultar amb un 58% més de contagis del que s’esperava, i la cinquena onada s'estén per Catalunya, majoritàriament amb la nova variant Delta, afectant sobretot els més joves. Per aquest motiu, el 15 de juliol el govern de la Generalitat va fer una petició formal de confinament nocturn al TSJC, que aquest va avalar-la completament l'endemà. Des d'aquest mateix dia, es va restaurar per segon cop en el mateix any un toc de queda nocturn, entre la 1 i les 6 del matí en aquelles localitats de més de 5.000 habitants i una incidència acumulada en els últims set dies de 400 casos per cada 100.000 habitants. La restricció té una vigència d'una setmana.

#### Agost
El 19 d'agost, el TSJC tomba el confinament nocturn a la majoria de municipis catalans al considerar que l'enduriment dels criteris respon a motius d’ordre públic i no pas d’emergència sanitària, i el 24 d'agost, el govern va aixecar el confinament nocturn als 19 municipis on encara era vigent però segueixen vigents les limitacions a les reunions, trobades familiars o socials, públiques o privades, a un màxim de 10 persones, llevat que es tracti de convivents, i es manté el 70% de l’aforament a l’assistència a actes i cerimònies civils o religiosos, inclosos casaments, culte i cerimònies fúnebres.

#### Octubre
El dia 6 d'octubre esdevé un nou punt d’inflexió inferior del nombre de casos setmanals confirmats (1.636). Comença la sisena onada de la Covid-19.

#### Desembre
El 24 de desembre entren en vigor durant 14 dies les següents restriccions: tancament oci nocturn, restauració capacitat màxima 50% interior i 100% exterior, comerç, cultura, esport federat i gimnasos 70%, i límit trobades 10 persones. També es restringeix la mobilitat nocturna, d’1 de la matinada a 6 del matí, als municipis de més de 10.000 habitants amb una incidència acumulada a 7 dies superior als 250 casos per cada 100.000 habitants. S’estableixen 9 municipis illa: El Papiol, la Canonja, Lliçà de Vall, Montmeló, Palafolls, Polinyà, Sant Jaume d’Enveja, Santa Susanna i Sentmenat (són els municipis que envolten les poblacions amb aquesta incidència per evitar la propagació del virus).

### 2022

#### Gener
El dia 7 de gener es prorroguen les restriccions vigents 14 dies més. S’actualitza la llista dels municipis on s’aplica la restricció de la mobilitat nocturna a 123 municipis (6 més). Es mantenen els nou municipis illa. El 20 de gener finalitza el toc de queda a tot Catalunya.

#### Juny
A causa del relaxament de la població i de l’expansió de les noves variants d'Òmicron, comença la setena onada de la Covid-19.

#### Juliol
La secretària de Salut Pública, Carmen Cabezas, confirma el pic de la setena onada, informant que «l’expansió de les noves variants de l’òmicron, la BA.4 i la BA.5, que actualment ja suposen entre el 80 i el 90 % dels contagis».

### 2023

#### Maig
El 5 de maig del 2023, l'OMS decreta la fi de la Pandèmia.

## Conseqüències en l'economia
L'any 2020, el PIB va baixar un 11,4% a Catalunya, el pitjor dels descensos estimats al conjunt de l'Estat espanyol, de l'11%, i de la Unió Europea, prevista del 6,4%. Els sectors amb descensos més importants foren la construcció, un 15,5% i els serveis, en un 11,6%.
La pandèmia ha afavorit entre els catalans el turisme d'interior i les cases rurals, a la Costa Brava i la Costa Daurada. Mentre que Barcelona, sense cap gran esdeveniment firal en temporada baixa, ha vist com l'arribada de viatgers estrangers ha caigut un 80% en comparació al 2019, l'últim any normal abans de la pandèmia, i els pocs turistes internacionals dels hotels, sobretot a hotels d'entre dues i quatre estrelles, que han rebentat preus amb descomptes fins al 50%, s'acosten al perfil del turisme de borratxera.

## Dades estadístiques
El Departament de Salut va obrir un portal web anomenat Dades COVID a partir del 27 de juliol de 2020 que recull totes les dades de seguiment epidemiològic des de l'1 de març del mateix any.
Evolució de la velocitat de reproducció per COVID-19 a Catalunya
Evolució de l'índex de rebrot per COVID-19 a Catalunya
Evolució del nombre de persones infectades amb COVID-19 a Catalunya
Evolució del nombre de morts del COVID-19 a Catalunya

### Dades complementàries[93]
Proporció d'infeccions diagnosticades en funció del sexe (12 de novembre de 2020)
|  |

|  |

|  |

|  |

|  |

|  |

|  |

|  |

|  |

|  |

|  |

|  |

|  |

|  |

|  |

|  |

|  |

|  |

|  |

|  |

|  |

|  |

|  |

|  |

|  |

|  |

|  |

|  |

|  |

|  |

|  |

|  |

|  |

|  |

|  |

|  |

|  |

|  |

|  |

|  |

|  |

|  |

|  |

|  |

|  |

|  |

|  |

|  |

|  |

|  |

|  |

|  |

|  |

|  |

|  |

|  |

|  |

|  |

|  |

|  |

|  |

|  |

|  |

|  |

|  |

|  |

|  |

|  |

|  |

|  |

|  |

|  |

|  |

|  |

|  |

|  |

|  |

|  |

|  |

|  |

|  |

|  |

|  |

|  |

|  |

|  |

|  |

|  |

|  |

|  |

|  |

|  |

|  |

|  |

|  |

|  |

|  |

|  |

|  |

|  |

|  |

|  |

|  |

|  |

|  |

|  |

|  |

|  |

|  |

|  |

|  |

|  |

|  |

|  |

|  |

|  |

|  |

|  |

|  |

|  |

|  |

|  |

|  |

|  |

|  |

|  |

|  |

|  |

|  |

|  |

|  |

|  |

|  |

|  |

|  |

|  |

|  |

|  |

|  |

|  |

|  |

|  |

|  |

|  |

|  |

|  |

|  |

|  |

|  |

|  |

|  |

|  |

|  |

|  |

|  |

|  |

|  |

|  |

|  |

|  |

|  |

|  |

|  |

|  |

|  |

|  |

|  |

|  |

|  |

|  |

|  |

|  |

|  |

|  |

|  |

|  |

|  |

|  |

|  |

|  |

|  |

|  |

|  |

|  |

|  |

|  |

|  |

|  |

|  |

|  |

|  |

|  |

|  |

|  |

|  |

|  |

|  |

|  |

|  |

|  |

|  |

|  |

|  |

|  |

|  |

|  |

|  |

|  |

|  |

|  |

|  |

|  |

|  |

|  |

|  |

|  |

|  |

|  |

|  |

|  |

|  |

|  |

|  |

|  |

|  |

|  |

|  |

|  |

|  |

|  |

|  |

|  |

|  |

|  |

|  |

|  |

|  |

|  |

|  |

|  |

|  |

|  |

|  |

|  |

|  |

|  |

|  |

|  |

|  |

|  |

|  |

|  |

|  |

|  |

|  |

|  |

|  |

|  |

|  |

|  |

|  |

|  |

|  |

|  |

|  |

|  |

|  |

|  |

|  |

|  |

|  |

|  |

|  |

|  |

|  |

|  |

|  |

|  |

|  |

|  |

|  |

|  |

|  |

|  |

|  |

|  |

|  |

|  |

|  |

|  |

|  |

|  |

|  |

|  |

|  |

|  |

|  |

|  |

|  |

|  |

|  |

|  |

|  |

|  |

|  |

|  |

|  |

|  |

|  |

|  |

|  |

|  |

|  |

|  |

|  |

|  |

|  |

|  |

|  |

|  |

|  |

|  |

|  |

|  |

|  |

|  |

|  |

|  |

|  |

|  |

|  |

|  |

|  |

|  |

|  |

|  |

|  |

|  |

|  |

|  |

|  |

|  |

|  |

|  |

|  |

|  |

|  |

|  |

|  |

|  |

|  |

|  |

|  |

|  |

|  |

|  |

|  |

|  |

|  |

|  |

|  |

|  |

|  |

|  |

|  |

|  |

|  |

|  |

|  |

|  |

|  |

|  |

|  |

|  |

|  |

|  |

|  |

|  |

|  |

|  |

|  |

|  |

|  |

|  |

|  |

|  |

|  |

|  |

|  |

|  |

|  |

|  |

|  |

|  |

|  |

|  |

|  |

|  |

|  |

|  |

|  |

|  |

|  |

|  |

|  |

|  |

|  |

|  |

|  |

|  |

|  |

|  |

|  |

|  |

|  |

|  |

|  |

|  |

|  |

|  |

|  |

|  |

|  |

|  |

|  |

|  |

|  |

|  |

|  |

|  |

|  |

|  |

|  |

|  |

|  |

|  |

|  |

|  |

|  |

|  |

|  |

|  |

|  |

|  |

|  |

|  |

|  |

|  |

|  |

|  |

|  |

|  |

|  |

|  |

|  |

|  |

|  |

|  |

|  |

|  |

|  |

|  |

|  |

|  |

|  |

|  |

|  |

|  |

|  |

|  |

|  |

|  |

|  |

|  |

|  |

|  |

|  |

|  |

|  |

|  |

|  |

|  |

|  |

|  |

|  |

|  |

|  |

|  |

|  |

|  |

|  |

|  |

|  |

|  |

|  |

|  |

|  |

|  |

|  |

|  |

|  |

|  |

|  |

|  |

|  |

|  |

|  |

|  |

|  |

|  |

|  |

|  |

|  |

|  |

|  |

|  |

|  |

|  |

|  |

|  |

|  |

|  |

|  |

|  |

|  |

|  |

|  |

|  |

|  |

|  |

|  |

|  |

|  |

|  |

|  |

|  |

|  |

|  |

|  |

|  |

|  |

|  |

|  |

|  |

|  |

|  |

|  |

|  |

|  |

|  |

|  |

|  |

|  |

|  |

|  |

|  |

|  |

|  |

|  |

|  |

|  |

|  |

|  |

|  |

|  |

|  |

|  |

|  |

|  |

|  |

|  |

|  |

|  |

|  |

|  |

|  |

|  |

|  |

|  |

|  |

|  |

|  |

|  |

|  |

|  |

|  |

|  |

|  |

|  |

|  |

|  |

|  |

|  |

|  |

|  |

|  |

|  |

|  |

|  |

|  |

|  |

|  |

|  |

|  |

|  |

|  |

|  |

|  |

|  |

|  |

|  |

|  |

|  |

|  |

|  |

|  |

|  |

|  |

|  |

|  |

|  |

|  |

|  |

|  |

|  |

|  |

|  |

|  |

|  |

|  |

|  |

|  |

|  |

|  |

|  |

|  |

|  |

|  |

|  |

|  |

| \| \| | Dones (1117889) |
|       |                 |

|  |

| \| \| | Dones (1117889) |
|       |                 |

|  |

| \| \| | Homes (943667) |
|       |                |

|  |

| \| \| | Homes (943667) |
|       |                |

|  |